# Araneus qianshan
Araneus qianshan är en spindelart som beskrevs av Zhu, Zhang och Li 1998. Araneus qianshan ingår i släktet Araneus och familjen hjulspindlar. Inga underarter finns listade i Catalogue of Life.